# Ночаелга
Ночаелга (устар. Нога-Елга) — река в России, протекает по территории Фёдоровского района Башкортостана. Устье реки находится в 122 км по правому берегу реки Ашкадар. Длина реки — 13 км.

## Данные водного реестра
По данным государственного водного реестра России относится к Камскому бассейновому округу, водохозяйственный участок реки — Белая от города Салавата до города Стерлитамака, речной подбассейн реки — Белая. Речной бассейн реки — Кама.